# Petra Kvitová
Petra Kvitová (Bílovec, 8 de Março de 1990) é uma tenista profissional tcheca. 
Kvitová é conhecida por seus poderosos e variados golpes com a esquerda, Kvitová conquistou 31 títulos de simples na carreira, incluindo dois títulos principais em Wimbledon, em 2011 e em 2014. Também recebeu uma medalha de bronze em simples enquanto representava a República Tcheca nas Olimpíadas do Rio de 2016. Alcançou a posição de número 2 do mundo em 31 de outubro de 2011. Ela chegou às quartas de final em todos os quatro torneios de Grand Slam.

## Primeiros anos
Petra Kvitová nasceu em Bílovec, região da Morávia-Silésia, Checoslováquia (agora República Tcheca). Seus pais são Jirí Kvita, um prefeito e ex-professor de escola, e Pavla Kvitová . Ela tem dois irmãos mais velhos, Jirí Jr., engenheiro, e Libor, professor. Seu pai Jirí a apresentou ao tênis. Durante sua infância, ela admirava a jogadora tcheco-americana Martina Navratilova. Kvitová treinou em Fulnek, na Morávia, , até os 16 anos, e foi então encorajada por um instrutor a seguir uma carreira profissional no tênis.

## Carreira
Em 2009 após o torneio de Hobart, Kvitová atingiu o ranking de 40° em simples na WTA.
Em 2010, chegou à semifinal de Wimbledon, e adentrou pela primeira vez ao top 30 da WTA. No mesmo ano recebeu o prêmio de "revelação do ano" pela WTA.
2011 foi o ano em que Kvitova entrou de fato para a lista das grandes jogadoras do circuito, vencendo torneios importantes. Kvitova ganhou seu primeiro torneio Premier Mandatory em maio ao vencer Madrid. Seu primeiro Grand Slam foi conquistado em Wimbledon, vencendo Maria Sharapova na final. Para fechar o ano, a tenista ainda venceu o WTA Tour Championships ao derrotar Victoria Azarenka.
Pelos expressivos resultados na temporada de 2011 (6 títulos), Kvitova foi eleita a melhor jogadora do ano pela WTA.
Em 2015, Kvitová pulou o mês de março, não disputando os importantes Premier Mandatory de Indian Wells e Miami, sob alegação de cansaço. Em agosto, revelou que foi diagnosticada com mononucleose, infecção viral que drena a energia do indivíduo. Mesmo assim, teve uma temporada relativamente frutífera: foi campeã de três torneios WTA – incluindo o Premier Mandatory de Madri, onde derrotou a nº1 Serena Williams nas semifinais, em sets diretos –, chegou pela 1ª vez às quartas de final do US Open e no WTA Finals só parou na final.
Em 2016, após a participação no Australian Open - perdeu para Daria Gavrilova na 2ª rodada -, Kvitová anunciou o fim do trabalho com David Kotyza, técnico com quem estava há sete anos.
Em Dezembro de 2016 Kvitová anunciou que o seu novo treinador para a temporada de 2017 seria Jiří Vaněk.
No final de 2016 Kvitová sofreu ferimentos graves na mão esquerda (a do seu braço de serviço) por arma branca durante um assalto à sua residência na República Checa, tendo sido submetida a uma intervenção cirúrgica, esperando-se um tempo mínimo de recuperação de 6 meses.

## Vida pessoal
No passado, Kvitová teve um relacionamento com os tenistas tchecos Adam Pavlásek e mais tarde Radek Štepánek. Ela começou a namorar o jogador de hóquei tcheco Radek Meidl [en] em junho de 2014. Em dezembro de 2015, foi anunciado oficialmente pela mídia tcheca que o casal estava noivo. A notícia foi posteriormente confirmada por Meidl e Kvitová, mas o casal se separou em maio de 2016. Em agosto de 2021, Kvitová estava vendo seu treinador Jirí Vanek, desde o início do verão daquele ano.

### Invasão de domicílio
Em 20 de dezembro de 2016, Kvitová foi assaltada em seu apartamento em Prostějov, República Tcheca, sofrendo múltiplas lacerações nos tendões e nervos de sua mão esquerda e dedos enquanto tentava se defender. O agressor empunhando uma faca saiu com US$ 190 em dinheiro e é suspeito de ser um homem de trinta e poucos anos. Ela passou por uma cirurgia para reparar o dano em sua mão, e esperava-se que ela ficasse de fora nos próximos seis meses para se recuperar totalmente. Três dias depois, em sua primeira entrevista coletiva desde a cirurgia, Kvitová revelou que havia recuperado o movimento da mão esquerda.
No início de janeiro de 2017, foi relatado que a recuperação de Kvitová estava indo conforme o planejado e que ela havia gradualmente começado a fazer exercícios com os dedos feridos. Além disso, seu clube de tênis local ofereceu uma recompensa de 3.850 dólares por informações que levassem ao paradeiro de seu agressor.
Em março de 2017, Kvitová recuperou o uso da mão esquerda e agora pode usá-la para atividades diárias sem complicações. Sua recuperação psicológica também estava no caminho certo, e ela completou o treinamento físico nas Ilhas Canárias. No mês seguinte, após um bom progresso em sua recuperação, ela colocou seu nome provisoriamente para o Aberto da França.
Em 23 de maio de 2017, Kvitová anunciou que jogaria o Campeonato de Wimbledon no mês seguinte e tomaria uma decisão de última hora, no final da semana, sobre competir no Aberto da França. Kvitová posteriormente confirmou sua participação no último evento, marcando assim seu retorno à competição, onde derrotou a americana Julia Boserup em sua partida de abertura.
Quase um ano após o ataque, em 16 de novembro de 2017, a polícia tcheca anunciou que havia arquivado as investigações sobre o ataque, pois ainda não havia identificado o agressor. Então, em maio de 2018, foi revelado que um suspeito havia sido preso. Mais de cinco meses depois, um promotor público tcheco revelou que um homem de 33 anos não identificado (mais tarde identificado como reincidente criminal Radim Žondra) havia sido acusado de agressão por um ataque com faca a uma mulher em Prostejov em 20 de dezembro de 2016, que corresponde à data e local do ataque de Kvitová.
No ano seguinte, em 6 de fevereiro de 2019, em um tribunal regional tcheco em Brno, Kvitová testemunhou no julgamento do homem acusado da suposta agressão contra ela. Então, em 26 de março de 2019, Žondra foi condenado pelo tribunal a oito anos de prisão. Em 8 de janeiro de 2020, um tribunal de apelações elevou a sentença para 11 anos, o veredicto final.

## Títulos

### Grand Slam finais

#### Simples: 3 (2 títulos e 1 vice)
| Resultado | Ano  | Campeonato      | Piso  | Oponente         | Placar             |
| --------- | ---- | --------------- | ----- | ---------------- | ------------------ |
| Campeã    | 2011 | Wimbledon       | Grama | Maria Sharapova  | 6–3, 6–4           |
| Campeã    | 2014 | Wimbledon (2)   | Grama | Eugenie Bouchard | 6–3, 6–0           |
| Vice      | 2019 | Australian Open | Duro  | Naomi Osaka      | 6–7(2–7), 7–5, 4–6 |

### WTA Finals

#### Simples: 1 (1 título)
| Resultado | Ano  | Campeonato | Piso     | Oponente            | Placar        |
| --------- | ---- | ---------- | -------- | ------------------- | ------------- |
| Campeã    | 2011 | Istanbul   | Duro (i) | Victoria Azarenka   | 7–5, 4–6, 6–3 |
| Vice      | 2015 | Singapura  | Duro (i) | Agnieszka Radwanska | 2–6, 6–4, 3–6 |

### WTA Premier Mandatory & Premier 5 finais

#### Simples: 6 (5 títulos, 1 vice)
| Resultado | Ano  | Campeonato       | Piso   | Oponente            | Placar        |
| --------- | ---- | ---------------- | ------ | ------------------- | ------------- |
| Campeã    | 2011 | Madrid Open      | Saibro | Victoria Azarenka   | 7–6(7–3), 6–4 |
| Campeã    | 2012 | Canadian Open    | Duro   | Li Na               | 7–5, 2–6, 6–3 |
| Campeã    | 2013 | Pan Pacific Open | Duro   | Angelique Kerber    | 6–2, 0–6, 6–3 |
| Campeã    | 2014 | Wuhan Open       | Duro   | Eugenie Bouchard    | 6–3, 6–4      |
| Vice      | 2014 | China Open       | Duro   | Maria Sharapova     | 4–6, 6–2, 3–6 |
| Campeã    | 2015 | Madrid Open (2)  | Saibro | Svetlana Kuznetsova | 6–1, 6–2      |

## Honrarias

### Simples
| Grand Slam torneios (1) |
| Ouro Olimpico (0)       |
| WTA Championships (1)   |
| Premier Mandatory (1)   |
| Premier 5 (1)           |
| Premier (2)             |
| International (3)       |

| N.  | Data                    | Torneio                                                             | Piso          | Oponente na final  | Placar        |
| 1.  | 16 de janeiro de 2009   | Hobart, Austrália                                                   | Duro          | Iveta Benesova     | 7–5, 6–1      |
| 2.  | 8 de janeiro de 2011    | Brisbane, Austrália                                                 | Duro          | Andrea Petkovic    | 6–1, 6–3      |
| 3.  | 13 de fevereiro de 2011 | Paris, França                                                       | Duro (indoor) | Kim Clijsters      | 6–4, 6–3      |
| 4.  | 8 de maio de 2011       | Madrid, Espanha                                                     | Saibro        | Victoria Azarenka  | 7-6(3), 6-4   |
| 5.  | 2 de julho de 2011      | Wimbledon                                                           | Grama         | Maria Sharapova    | 6-3, 6-4      |
| 6.  | 16 de outubro de 2011   | Linz, Áustria                                                       | Duro (indoor) | Dominika Cibulková | 6–4, 6–1      |
| 7.  | 30 de outubro de 2011   | WTA Tour Championships, Istambul, Turquia                           | Duro (indoor) | Victoria Azarenka  | 7–5, 4–6, 6–3 |
| 8.  | 13 de agosto de 2012    | Rogers Cup p/b National Bank, Montreal, Canadá                      | Duro          | Na Li              | 7–5, 2-6, 6-3 |
| 9.  | 26 de agosto de 2012    | New Haven Open at Yale, New Haven, Estados Unidos                   | Duro          | Maria Kirilenko    | 7-6(9), 7-5   |
| 10. | 23 de fevereiro de 2013 | Dubai Duty Free Tennis Championships, Dubai, Emirados Árabes Unidos | Duro          | Sara Errani        | 6–2, 1–6, 6–1 |